# Liste des cantons des Hauts-de-Seine

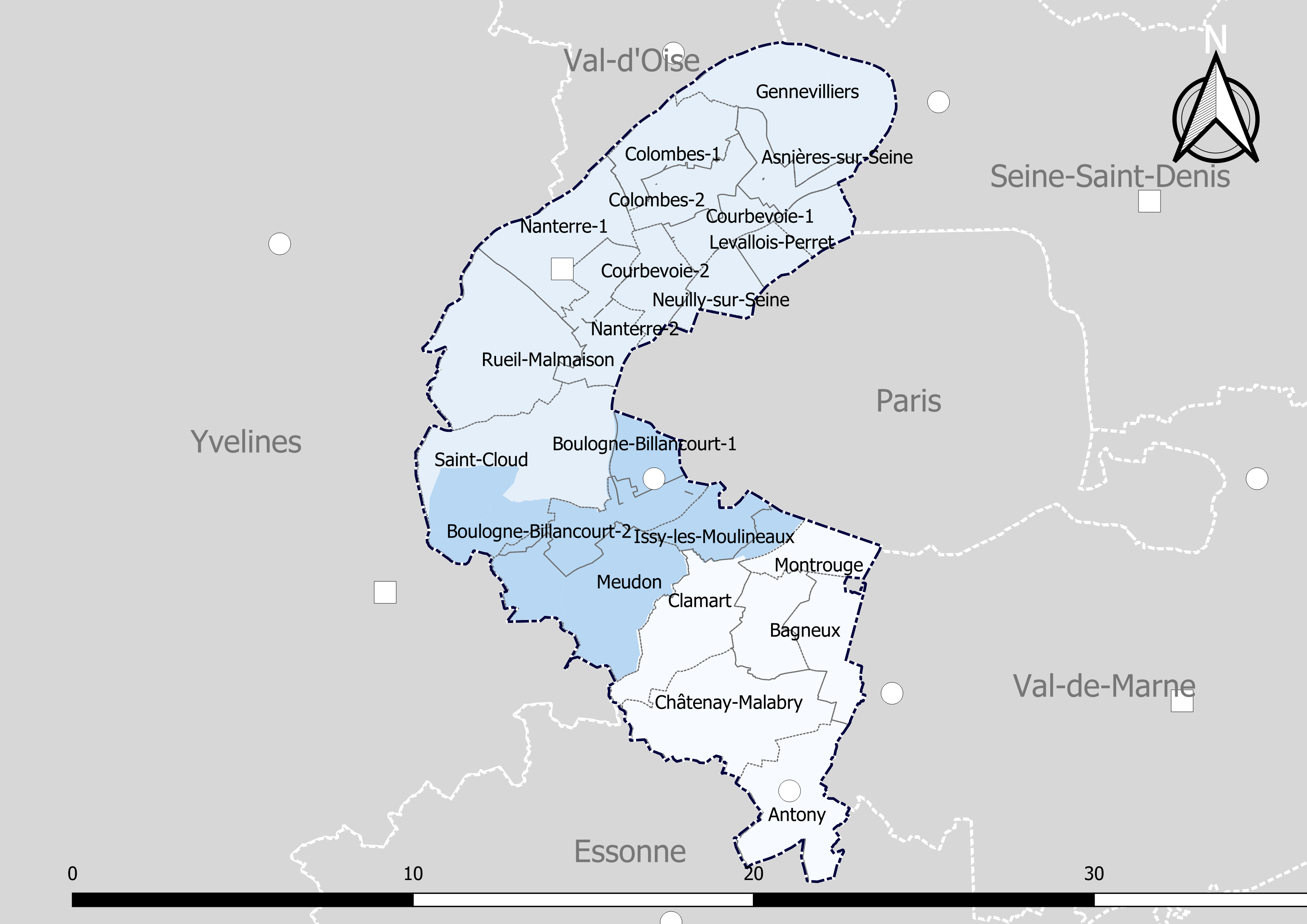
Découpage cantonal du département des Hauts-de-Seine, avec en surimpression les arrondissements (en nuances de bleu). Carte arrêtée au 1er janvier 2019.

Le département français des Hauts-de-Seine est divisé, depuis la réforme de 2015, en 23 cantons.
Avant celle-ci, il était constitué, depuis 1984, par 45 cantons.

## Découpage cantonal de 1967
Dans le cadre de la mise en place du département des Hauts-de-Seine, quarante cantons sont créés par le décret du 20 juillet 1967.

## Découpage cantonal de 1984
Le décret du 24 décembre 1984 remanie ce découpage, en :
- divisant l'ancien canton de Gennevilliers pour créer les cantons de Gennevilliers-Sud et Gennevilliers-Nord ;
- divisant l'ancien canton de Nanterre-Sud pour créer les cantons de Nanterre-Sud-Ouest et de Nanterre-Sud-Est ;
- scindant le canton de Sceaux pour en créer le canton de Châtenay-Malabry ;
- scindant le canton de Châtillon pour en créer le canton de Fontenay-aux-Roses ;
- divisant l'ancien canton de Colombes-Nord pour créer les cantons de Colombes-Nord-Est et de Colombes-Nord-Ouest[2].

Liste des cantons après la restructuration de 1984
- arrondissement d'Antony (12 cantons - sous-préfecture : Antony) :
canton d'Antony - canton de Bagneux - canton de Bourg-la-Reine - canton de Châtenay-Malabry - canton de Châtillon - canton de Clamart - canton de Fontenay-aux-Roses - canton de Malakoff - canton de Montrouge - canton du Plessis-Robinson - canton de Sceaux - canton de Vanves

- arrondissement de Boulogne-Billancourt (9 cantons - sous-préfecture : Boulogne-Billancourt) :
canton de Boulogne-Billancourt-Nord-Est - canton de Boulogne-Billancourt-Nord-Ouest - canton de Boulogne-Billancourt-Sud - canton de Chaville - canton d'Issy-les-Moulineaux-Est - canton d'Issy-les-Moulineaux-Ouest - canton de Meudon - canton de Saint-Cloud - canton de Sèvres

- arrondissement de Nanterre (24 cantons - préfecture : Nanterre) :
canton d'Asnières-sur-Seine-Nord - canton d'Asnières-sur-Seine-Sud - canton de Bois-Colombes - canton de Clichy - canton de Colombes-Nord-Est - canton de Colombes-Nord-Ouest - canton de Colombes-Sud - canton de Courbevoie-Nord - canton de Courbevoie-Sud - canton de Garches - canton de la Garenne-Colombes - canton de Gennevilliers-Nord - canton de Gennevilliers-Sud - canton de Levallois-Perret-Nord - canton de Levallois-Perret-Sud - canton de Nanterre-Nord - canton de Nanterre-Sud-Est - canton de Nanterre-Sud-Ouest - canton de Neuilly-sur-Seine-Nord - canton de Neuilly-sur-Seine-Sud - canton de Puteaux - canton de Rueil-Malmaison - canton de Suresnes - canton de Villeneuve-la-Garenne

### Homonymies
Il n'y a pas d'homonymie pour les cantons de Sceaux et de Bagneux, mais les communes chefs-lieux ont chacune plusieurs homonymes exacts et partiels.
Il n'y a pas d'homonymie exacte pour le canton de Châtillon (mais huit homonymies partielles), tandis que la commune chef-lieu a plusieurs homonymes exacts et partiels.

## Découpage cantonal de 2014 à aujourd'hui
Dans la poursuite de la réforme territoriale engagée en 2010, l'Assemblée nationale adopte définitivement le 17 avril 2013 la réforme du mode de scrutin pour les élections départementales destinée à garantir la parité hommes/femmes. Les lois (loi organique 2013-402 et loi 2013-403) sont promulguées le 17 mai 2013. Un nouveau découpage territorial est défini par décret du 26 février 2014 pour le département des Hauts-de-Seine. Celui-ci entre en vigueur lors du premier renouvellement général des assemblées départementales suivant la publication du décret, prévu en mars 2015, remplaçant les élections cantonales de 2014 et 2017. Les conseillers départementaux sont élus au scrutin majoritaire binominal mixte. Les électeurs de chaque canton élisent au Conseil départemental, nouvelle appellation des Conseils généraux, deux membres de sexe différent, qui se présenteront en binôme de candidats. Les conseillers départementaux sont élus pour 6 ans au scrutin binominal majoritaire à deux tours, l'accès au second tour nécessitant 10 % des inscrits au 1er tour. En outre la totalité des conseillers départementaux est renouvelée.
Ce nouveau mode de scrutin a nécessité un redécoupage des cantons dont le nombre est divisé par deux avec arrondi à l'unité impaire supérieure si ce nombre n'est pas entier impair et avec des conditions de seuils minimaux. Dans les Hauts-de-Seine le nombre de cantons passe ainsi de 45 à 23.
Les critères du remodelage cantonal sont les suivants : le territoire de chaque canton doit être défini sur des bases essentiellement démographiques, le territoire de chaque canton doit être continu et les communes de moins de 3 500 habitants sont entièrement comprises dans le même canton. Il n’est fait référence, ni aux limites des arrondissements, ni à celles des circonscriptions législatives.
Conformément à de multiples décisions du Conseil constitutionnel depuis 1985 et notamment sa décision no 2010-618 DC du 9 décembre 2010, il est admis que le principe d’égalité des électeurs au regard des critères démographiques est respecté lorsque le ratio conseiller/habitant de la circonscription est compris dans une fourchette de 20 % de part et d'autre du ratio moyen conseiller/habitant du département. Pour le département des Hauts-de-Seine, la population de référence est la population légale en vigueur au 1er janvier 2013, à savoir la population millésimée 2010, soit 1 572 490 habitants. Avec 23 cantons la population moyenne par conseiller départemental est de 68 369 habitants. Ainsi la population de chaque nouveau canton doit-elle être comprise entre 54 695 habitants et 82 043 habitants pour respecter le principe de l'égalité citoyenne au vu des critères démographiques.

### Composition détaillée
| N° | Nom du Canton          | Bureau centralisateur | Population 2012 | Écart /moyenne | Nombre de communes entières       | Communes composant le canton |
| -- | ---------------------- | --------------------- | --------------- | -------------- | --------------------------------- | --- |
| 1  | Antony                 | Antony                | 61 624          | 0,9            | 1                                 | Antony. |
| 2  | Asnières-sur-Seine     | Asnières-sur-Seine    | 66 922          |                | fraction Asnières                 | Partie de la commune d'Asnières-sur-Seine située au nord d'une ligne définie par l'axe des voies et limites suivantes : depuis la limite territoriale de la commune de Bois-Colombes, ligne de chemin de fer, ligne droite dans le prolongement de la rue de Nanterre, rue de Nanterre, rue Waldeck-Rousseau, avenue de la Marne, rue de Verdun, rue Maurice-Bokanowski, rue Gallieni, quai du Docteur-Dervaux, grande-Rue-Charles-de-Gaulle, pont d'Asnières, jusqu'à la limite territoriale de la commune de Clichy.                                                              |
| 3  | Bagneux                | Bagneux               | 58 270          | 0,85           | 2                                 | Bagneux, Bourg-la-Reine. |
| 4  | Boulogne-Billancourt-1 | Boulogne-Billancourt  | 67 919          |                | fraction Boulogne-Billancourt     | Partie de la commune de Boulogne-Billancourt située au nord d'une ligne définie par l'axe des voies et limites suivantes : depuis l'intersection des limites territoriales des communes de Saint-Cloud, Sèvres, et Boulogne-Billancourt, ligne droite jusqu'au stade Alphonse-Le-Gallo, quai Alphonse-Le-Gallo, rue Gallieni, rue de Bellevue, avenue du Maréchal-Juin, rue de Silly, rue Couchot, rue de Bellevue, avenue du Général-Leclerc, avenue Édouard-Vaillant, jusqu'à la limite territoriale de la commune de Paris.                                                      |
| 5  | Boulogne-Billancourt-2 | Boulogne-Billancourt  | 72 779          |                | 1 + fraction Boulogne-Billancourt | 1° La commune suivante : Sèvres. 2° La partie de la commune de Boulogne-Billancourt non incluse dans le canton de Boulogne-Billancourt-1. |
| 6  | Châtenay-Malabry       | Châtenay-Malabry      | 80 857          | 1,16           | 3                                 | Châtenay-Malabry, Le Plessis-Robinson, Sceaux. |
| 7  | Châtillon              | Châtillon             | 57 826          | 0,82           | 2                                 | Châtillon, Fontenay-aux-Roses. |
| 8  | Clamart                | Clamart               | 79 775          | 1,16           | 2                                 | Clamart, Vanves. |
| 9  | Clichy                 | Clichy                | 59 240          | 0,86           | 1                                 | Clichy. |
| 10 | Colombes-1             | Colombes              | 71 734          |                | fraction Colombes                 | Partie de la commune de Colombes située au nord d'une ligne définie par l'axe des voies et limites suivantes : depuis la limite territoriale de la commune de la Garenne-Colombes, pont de Charlebourg, rue Pierre-Brossolette, rue Colbert, rue des Gros-Grès, rue Brassat, rue des Voies-du-Bois, rue de Prague, villa Nouvelle, avenue Henri-Barbusse, avenue Jeanne-d'Arc, rue Denis-Papin, rue des Alouettes, rue des Monts-Clairs, jusqu'à la limite territoriale de la commune de Bois-Colombes.                                                                             |
| 11 | Colombes-2             | Colombes              | 70 703          | 0,83           | 2 + fraction Colombes             | 1° Les communes suivantes : Bois-Colombes, La Garenne-Colombes. 2° La partie de la commune de Colombes non incluse dans le canton de Colombes-1. |
| 12 | Courbevoie-1           | Courbevoie            | 69 974          |                | fractions Asnières + Courbevoie   | 1° La partie de la commune de Courbevoie située au nord d'une ligne définie par l'axe des voies et limites suivantes : depuis la limite territoriale de la commune de la Garenne-Colombes, avenue Marceau, rue de Bezons, rue de l'Abreuvoir, ligne droite dans le prolongement de la rue de l'Abreuvoir, jusqu'à la limite territoriale de la commune de Neuilly-sur-Seine 2° La partie de la commune d'Asnières-sur-Seine non incluse dans le canton d'Asnières-sur-Seine. |
| 13 | Courbevoie-2           | Courbevoie            | 78 317          | 0,65           | 1 + fraction Courbevoie           | 1° Les communes suivantes : Puteaux. 2° La partie de la commune de Courbevoie non incluse dans le canton de Courbevoie-1. |
| 14 | Gennevilliers          | Gennevilliers         | 68 644          | 0,97           | 2                                 | Gennevilliers, Villeneuve-la-Garenne. |
| 15 | Issy-les-Moulineaux    | Issy-les-Moulineaux   | 65 322          | 0,94           | 1                                 | Issy-les-Moulineaux. |
| 16 | Levallois-Perret       | Levallois-Perret      | 64 654          | 0,94           | 1                                 | Levallois-Perret. |
| 17 | Meudon                 | Meudon                | 64 450          | 0,93           | 2                                 | Chaville, Meudon. |
| 18 | Montrouge              | Montrouge             | 79 329          | 1,16           | 2                                 | Malakoff, Montrouge. |
| 19 | Nanterre-1             | Nanterre              | 59 725          |                | fraction Nanterre                 | Partie de la commune de Nanterre située au nord et à l'ouest d'une ligne définie par l'axe des voies et limites suivantes : depuis la limite territoriale de la commune de Rueil-Malmaison, rue de Garches, rue des Chailliers, rue Élisée-Reclus, rue Paul-Vaillant-Couturier, rue Daniel-Becker, rue de la Source, rue Marcel-Génin, rue des Alouettes, rue de Suresnes, rue Sadi-Carnot, rue des Venets, avenue Frédéric-et-Irène-Joliot-Curie, place Nelson-Mandela, avenue François-Arago, ligne de chemin de fer, jusqu'à la limite territoriale de la commune de Courbevoie. |
| 20 | Nanterre-2             | Nanterre              | 78 260          |                | 1 + fraction Nanterre             | 1° La commune suivante : Suresnes. 2° La partie de la commune de Nanterre non incluse dans le canton de Nanterre-1. |
| 21 | Neuilly-sur-Seine      | Neuilly-sur-Seine     | 62 021          | 0,9            | 1                                 | Neuilly-sur-Seine. |
| 22 | Rueil-Malmaison        | Rueil-Malmaison       | 79 563          | 1,16           | 1                                 | Rueil-Malmaison. |
| 23 | Saint-Cloud            | Saint-Cloud           | 68 526          | 1,01           | 5                                 | Garches, Marnes-la-Coquette, Saint-Cloud, Vaucresson, Ville-d'Avray. |
|    |                        |                       | 1 586 434       |                | 36                                | |

### Répartition par arrondissement
Contrairement à l'ancien découpage où chaque canton était inclus à l'intérieur d'un seul arrondissement, le nouveau découpage territorial s'affranchit des limites des arrondissements. Certains cantons peuvent être composés de communes appartenant à des arrondissements différents. Dans le département des Hauts-de-Seine, ce n'est le cas d'aucun canton.
Le tableau suivant présente la répartition par arrondissement :
| N° | Canton                 | Antony | Nanterre                        | Boulogne-Billancourt              | Total                             |
| -- | ---------------------- | ------ | ------------------------------- | --------------------------------- | --------------------------------- |
| 1  | Antony                 | 1      |                                 |                                   | 1                                 |
| 2  | Asnières-sur-Seine     |        | fraction Asnières               |                                   | fraction Asnières                 |
| 3  | Bagneux                | 2      |                                 |                                   | 2                                 |
| 4  | Boulogne-Billancourt-1 |        |                                 | fraction Boulogne-Billancourt     | fraction Boulogne-Billancourt     |
| 5  | Boulogne-Billancourt-2 |        |                                 | 1 + fraction Boulogne-Billancourt | 1 + fraction Boulogne-Billancourt |
| 6  | Châtenay-Malabry       | 3      |                                 |                                   | 3                                 |
| 7  | Châtillon              | 2      |                                 |                                   | 2                                 |
| 8  | Clamart                | 2      |                                 |                                   | 2                                 |
| 9  | Clichy                 |        | 1                               |                                   | 1                                 |
| 10 | Colombes-1             |        | fraction Colombes               |                                   | fraction Colombes                 |
| 11 | Colombes-2             |        | 2 + fraction Colombes           |                                   | 2 + fraction Colombes             |
| 12 | Courbevoie-1           |        | fractions Asnières + Courbevoie |                                   | fractions Asnières + Courbevoie   |
| 13 | Courbevoie-2           |        | 1 + fraction Courbevoie         |                                   | 1 + fraction Courbevoie           |
| 14 | Gennevilliers          |        | 2                               |                                   | 2                                 |
| 15 | Issy-les-Moulineaux    |        |                                 | 1                                 | 1                                 |
| 16 | Levallois-Perret       |        | 1                               |                                   | 1                                 |
| 17 | Meudon                 |        |                                 | 2                                 | 2                                 |
| 18 | Montrouge              | 2      |                                 |                                   | 2                                 |
| 19 | Nanterre-1             |        | fraction Nanterre               |                                   | fraction Nanterre                 |
| 20 | Nanterre-2             |        | 1 + fraction Nanterre           |                                   | 1 + fraction Nanterre             |
| 21 | Neuilly-sur-Seine      |        | 1                               |                                   | 1                                 |
| 22 | Rueil-Malmaison        |        | 1                               |                                   | 1                                 |
| 23 | Saint-Cloud            |        |                                 | 5                                 | 5                                 |
|    |                        | 12     | 15                              | 9                                 | 36                                |

## Pour approfondir